# Kościół Podwyższenia Krzyża Świętego w Działdowie
Kościół Podwyższenia Krzyża Świętego w Działdowie – kościół rzymskokatolicki mieszczący się w Działdowie, przy Placu Biedrawy.
Został zbudowany w XIV wieku. Od okresu reformacji do 1981 roku służył ewangelikom. W latach osiemdziesiątych XX wieku został odkupiony przez parafię katolicką. Był kilkakrotnie odbudowywany po zniszczeniach wojennych i pożarach. Obecny wygląd uzyskał w latach 1927–1930.